# Forgive and Regret
"Forgive and Regret" é o décimo oitavo episódio da vigésima nona temporada da série animada Os Simpsons, e o 636.º no total. Foi ao ar nos Estados Unidos pela FOX em 29 de abril de 2018. O título é uma brincadeira com as palavras "perdoar e esquecer".
A partir desse episódio, Os Simpsons superaram Gunsmoke para se tornar a série de televisão de horário nobre mais roteirizada em número de episódios. Este evento foi marcado na sequência de abertura por um tiroteio entre Maggie e Marshal Matt Dillon.

## Enredo
No Bar do Moe, Homer tenta ganhar uma aposta em comer 30 ovos do pote de conserva de Moe, mas perde uma vez que ele os cospe. Enfurecido, ele ergue o carro em um poste. Um homem que assistiu a cena se aproxima dele e oferece US$ 500 em troca de seu carro. Ele concorda e diz a Marge uma vez em casa que ele vendeu o carro, mostrando-lhes o que aconteceu com ele: trouxe para o Springfield Demolition Derby. A pessoa deu ingressos a Homer para o show, e Marge leva a família para lá. Quando o Vovô começa a tagarelar, Homer o bloqueia usando um divisor, e quando Marge começa também, ele faz o mesmo.
No derby, depois de mostrar o novo e aperfeiçoado Truckasaurus, o Truckasaurus II, ele é destruído imediatamente, e um vídeo em memória dos perdidos na semana passada no derby foi mostrado. O derby começa, e o carro de Homer e o Car-Rak Obama, o móvel de saúde acessível. Mas no último momento, Vovô sentiu-se doente, com sintomas de ataque cardíaco, e Homer levou-o para o hospital, enquanto a cabeça de Car-Rak Obama voou ao lado deles, significando a vitória do carro de Homer.
Dr. Hibbert informa a Homer que as condições do Vovô são ruins, e ele quer vê-lo uma última vez. Em seu leito de morte (ao lado do velho judeu, separado apenas por outro dos divisores), ele pede a proibição de algo realmente ruim que ele fez no passado. Homer, vendo que foi seu último desejo, concorda. No entanto, pouco depois, o Dr. Hibbert informa à família que o Vovô se recuperou graças a uma nova droga que detém o hormônio que traz uma morte misericordiosa quando o corpo está com muita dor. Esse fato revela que Homer não o perdoou e, em sua ira, ele destrói uma caixa de bolas de algodão, custando-lhe US$ 75.000.
Homer se recusa a dizer o que o Vovô fez, mas não quer olhar para ele da mesma forma novamente, então ele quer ir para o Bar dp Moe, mas o Vovô também. No final, eles acabam em lados opostos da mesa de bar. Moe os convence a experimentar a jukebox e a máquina do Love Tester juntos, mas isso também não ajuda. Lisa tem a ideia de levá-los para a Zona de Fuga para acalmá-los, e eles ficam "presos" em um cenário de calabouço medieval para conciliar, no entanto, o Vovô aparentemente sabendo o truque, engana Homer em enfiar uma espada em um buraco, eletrecutando ele em o processo.
Vovô é trazido de volta ao Asilo e a luta ainda não acabou, então Homer decide contar aos outros o que o Vovô revelou a ele: enquanto Homer estava crescendo, o Vovô trabalhou na fabricação de aviões modelo da Segunda Guerra Mundial. Quando Homer destruiu alguns por engano, Vovô ficou louco e deixou que a avó cuidasse dele, dando a Homer uma caixa cheia de receitas. Depois que Mona os deixou, ele jogou a caixa e tudo de dentro de um penhasco, enquanto dizia a Homer que ela saía com a caixa. No almoço, a família fala de ir ao asilo e gritar com ele pelo que ele fez, e Lisa sugeriu a ameaça silenciosa também, mas uma vez que eles chegaram ao seu quarto, ele se foi. Ele escreveu-lhes uma carta dizendo que ele iria recuperar as coisas que jogou fora na Floresta de Springfield, onde ficava a casa deles.
Eles o alcançam enquanto ele estava descendo a montanha, e Homer desce para ajudá-lo, mas ele se amarra à mesma corda que os do Vovô e eles caem, mas a queda é bloqueada por uma árvore. Eles encontram a caixa, e para recuperá-la Vovô corta sua parte da corda, depois de Homer dizer que o ama e não fazer isso, ele ficou feliz em ouvi-la. Por sorte, a cama de Mona estava lá para garantir a aterrissagem dele, mas a caixa estava vazia. No Timberlog Diner, eles comeram todos juntos como uma família mais uma vez, e Homer descobre que a torta que estavam comendo era a mesma que a que sua mãe fazia. O dono encontrou as receitas que saíam da caixa atiradas do penhasco e salvaram o restaurante graças a elas. O dono devolve as receitas a Homer e a ele e o Vovô se abraçam.

## Recepção
Dennis Perkins do The A.V. Club deu a este episódio um B-, afirmando: "Para o crédito do show, o episódio em si faz apenas menção passageira do feito pelo menos numericamente impressionante, com o frio aberto vendo uma vez mais Maggie embainhando a pistola atirando no Marshall Matt do Gunsmoke Dillon, creditado a Simpsons, escrevendo Bill Odenkirk, "Forgive and Regret", dedica-se a contar uma única história, revisitando mais uma vez o relacionamento entre pai e filho justificadamente carregado entre Abe e Homer Simpson.
"Forgive and Regret" marcou uma classificação de 1,0 com uma quota de 4 e foi assistido por 2,47 milhões de pessoas, tornando-se o programa mais assistido Fox àquela noite.